# Norvège aux Jeux olympiques d'hiver de 1968
Cet article contient des informations sur la participation et les résultats de la Norvège aux Jeux olympiques d'hiver de 1968 à Grenoble en France.

## Médailles

### Or
- Magnar Solberg en 20 km homme (Biathlon)
- Harald Grønningen en 15 km homme (Ski de fond)
- Ole Ellefsæter en 50 km homme (Ski de fond)
- Odd Martinsen, Pål Tyldum, Harald Grønningen et Ole Ellefsæter en Relais 4 x 10 km homme (Ski de fond)
- Babben Enger Damon, Inger Aufles, Berit Mørdre Lammedal et Ole Ellefsæter en Relais 3 x 5 km femme (Ski de fond)
- Fred Anton Maier en 5000 m homme (Patinage de vitesse)

### Argent
- Ola Wærhaug, Olav Jordet, Magnar Solberg et Jon Istad en Relais 4 x 7,5 km homme (Biathlon)
- Odd Martinsen en 30 km homme (Ski de fond)
- Berit Mørdre Lammedal en 10 km femme (Ski de fond)
- Magne Thomassen en 500 m homme (Patinage de vitesse)
- Ivar Eriksen en 1500 m homme (Patinage de vitesse)
- Fred Anton Maier en 10 000 m homme (Patinage de vitesse)

### Bronze
- Inger Aufles en 10 km femme (Ski de fond)
- Lars Grini en Grand tremplin homme (Saut à ski)